# 大堰駅
大堰駅（おおぜきえき）は、福岡県三井郡大刀洗町大字富多にある西日本鉄道（西鉄）甘木線の駅である。駅番号はA05。大刀洗町役場への最寄り駅。

## 歴史
- 1921年（大正10年）12月8日：三井電気軌道の駅として開業。
- 1924年（大正13年）6月30日：九州鉄道に合併。同社の駅となる。
- 1942年（昭和17年）
  - 9月19日：九州電気軌道に合併。同社の駅となる。
  - 9月22日：九州電気軌道が西日本鉄道に社名変更。
- 1975年（昭和50年）：駅舎改築。
- 2008年（平成20年）5月18日：ICカードnimoca供用開始。
- 2014年（平成26年）3月22日：無人化[1]。
- 2017年（平成29年）2月1日：駅ナンバリングを導入[2]。
- 2021年（令和3年）4月1日：駅集中管理システムを導入[3][4]。

## 駅構造
単式1面1線ホームを持つ地上駅で、無人駅。駅舎には町名の由来となった武将菊池武光が大刀洗川で太刀を洗う姿が描かれている。
駅舎は2019年9月に九州産業大学美術部と地元中学校美術部員の手により塗り替えられ、冒頭画像のように白地に町の風物をイメージしたカラフルな幾何学模様を配したデザインとなった。
| ホーム | 路線        | 方向 | 行先                       | 備考 |
| ------ | ----------- | ---- | -------------------------- | ---- |
| 1      | ■西鉄甘木線 | 下り | 甘木方面                   |      |
| 1      | ■西鉄甘木線 | 上り | 宮の陣・久留米・大牟田方面 |      |

## 利用状況
2024年度の1日平均乗降人員は378人である。
| 年度               | 1日平均 乗車人員 | 1日平均 乗降人員 |
| ------------------ | ---------------- | ---------------- |
| 2011年（平成23年） |                  | 366              |
| 2012年（平成24年） |                  | 396              |
| 2013年（平成25年） |                  | 391              |
| 2014年（平成26年） |                  | 387              |
| 2015年（平成27年） |                  | 393              |
| 2016年（平成28年） |                  | 383              |
| 2017年（平成29年） |                  | 346              |
| 2018年（平成30年） |                  | 355              |
| 2019年（令和元年） |                  | 359              |
| 2020年（令和02年） |                  | 299              |
| 2021年（令和03年） |                  | 302              |
| 2022年（令和04年） |                  | 343              |
| 2023年（令和05年） |                  | 367              |
| 2024年（令和06年） |                  | 378              |

## 駅周辺
- 大刀洗町役場
- 大刀洗町立図書館
- 浄徳寺
- 今村天主堂
- みい農業協同組合
  - 大刀洗中央支店
  - 農機燃料センター
  - 大刀洗集出荷場
- 「大堰駅」バス停 - 久留米市北野地域よりみちバス「コスモス号」（北野猪口タクシー運行）

## 隣の駅
西日本鉄道
■甘木線
金島駅 (A06) - 大堰駅 (A05) - 本郷駅 (A04)